# Pietà Hotspurs Football Club

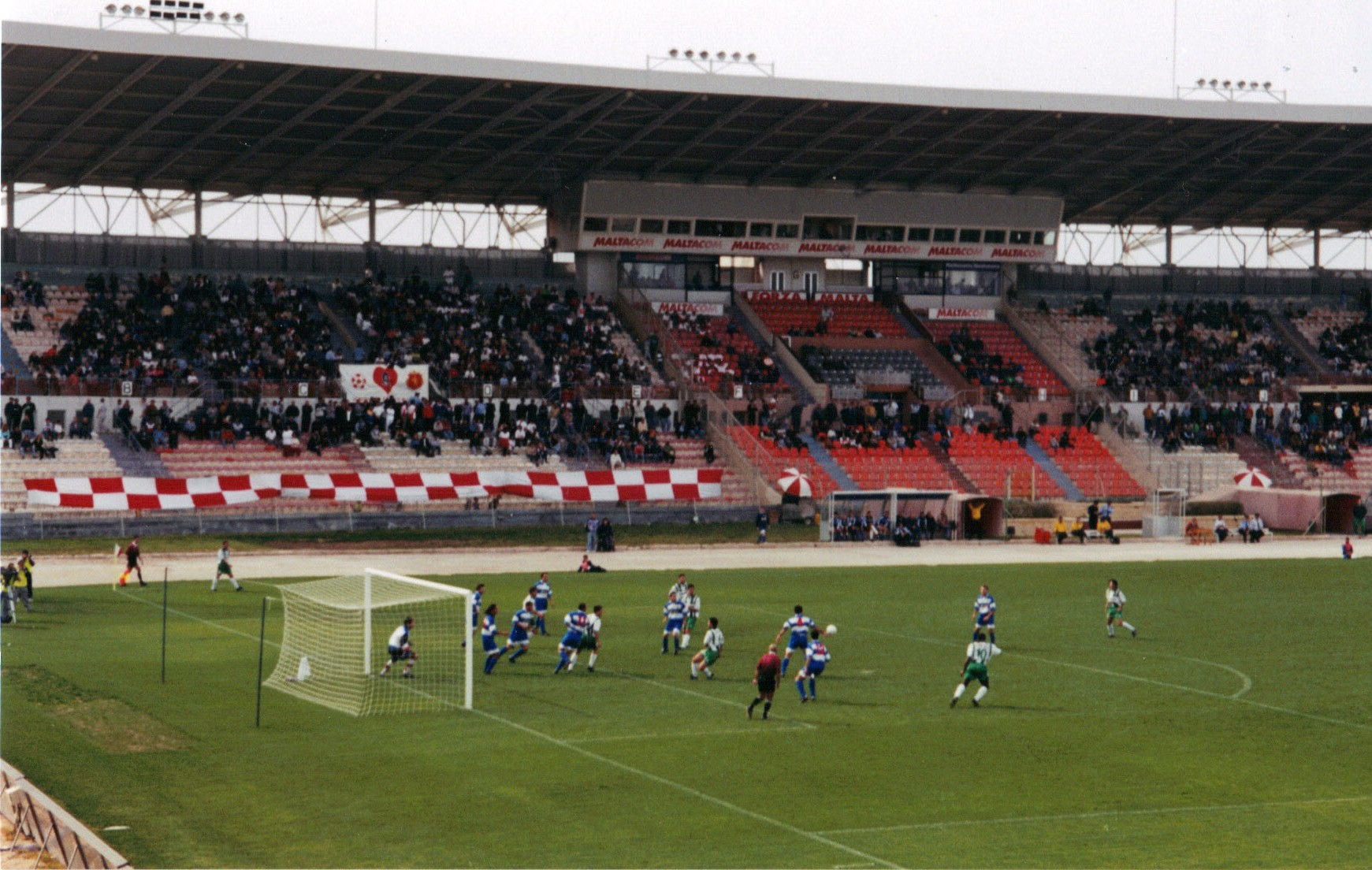
Pietà Hotspurs ante el Floriana en la Maltese Premier League 1999/2000.

El Pietà Hotspurs FC es un equipo de fútbol de Malta que milita en la Primera División de Malta, la segunda liga de fútbol más importante del país.

## Historia
Fue fundado en el año 1968 en la ciudad de Pietà con el nombre Pietà Atlanta,[cita requerida] aunque sus antecedentes se remontan a 1932, pero esto se postergó debido a la Segunda Guerra Mundial.
Cambiaron a su nombre actual en 1973 y se unieron a la Cuarta División un año más tarde, logrando el ascenso a la Primera División de Malta por primera vez en la temporada 1993/94.

## Palmarés
- Primera División de Malta: 1

2013/14

## Jugadores

### Jugadores destacados
| - Edward Herrera - Ricardo Costa - Raphael Kooh-Sohna - Paul Seaman - Cisse Adan Abshir - Valeri Bojinov | - Massimo Grima - Cleavon Frendo - Saviour Danmarin - Attila Filkor |

## Entrenadores
- Ray Farrugia (?-2004)[7]